# Shwai jezik
Shwai jezik (ISO 639-3: shw; ludumor, shirumba, shuway), kordofanski jezik, nigersko-kongoanska porodica, iz provincije Kordofan u Sudanu u selima u planinama Nuba. 
Govorilo ga je 3 500 ljudi (1989), pripadnici plemena Shwai. Posroje tri dijalekta: shabun, cerumba (shirumba) i ndano, a u upotrebi je i sudanski arapski [apd].

## Vanjske poveznice
- Ethnologue (14th)
- Ethnologue (15th)